# Guerras búlgaro-otomanas
As Guerras búlgaro-otomanas foram travadas entre os reinos que emergiram da desintegração do Segundo Império Búlgaro e a potência turca em ascensão, os otomanos, na segunda metade do século XIV e no início do século XV. Ela resultou no colapso e dissolução do estado búlgaro, com o último reino remanescente, o Czarado de Vidin, caindo em 1396. Como resultado geral, o Império Otomano expandiu muito seu território na península Balcânica entre o Danúbio e o mar Egeu.

## Situação nos Bálcãs na véspera da invasão otomana
A partir do século XIII, as duas principais potências balcânicas, o Império Bizantino e a Bulgária, passaram por um processo de descentralização conforme os senhores feudais se tornavam mais poderosos e cada vez mais independentes do imperador em Constantinopla e em Tarnovo respectivamente. Esta situação enfraqueceu o poder militar e econômico dos monarcas. O processo se acentuou ainda mais no século XIV, quando diversos nobres se viram apenas nominalmente subordinados ao poder central. Na Bulgária, especificamente, a poderosa família Sismanes governava o Principado de Vidin no ocidente enquanto que Balik comandava no oriente o semi-independente Despotado de Dobruja.
Enquanto os dois impérios enfrentavam enormes dificuldades internas, o Reino da Sérvia aproveitou a oportunidade para se expandir. Durante a guerra civil bizantina de 1321-1328, os sérvios conquistaram a maior parte da Macedônia, habitada por búlgaros e controlada pelos bizantinos. Em 1330, os sérvios derrotaram o imperador da Bulgária Miguel Sismanes na Batalha de Velebusdo e emergiram como o mais poderoso estado na região, culminando em 1346, quando o rei Estêvão Uresis IV recebeu o título de "imperador" com as bençãos do imperador búlgaro João Alexandre. Porém, depois de sua morte em 1355, seu enorme império se desintegrou em diversos pequenos estados completamente independentes entre si. Na Bulgária, no mesmo período, o filho de João Alexandre, João Esracimir herdou Vidin em 1356 enquanto o déspota Dobrotitsa - nominalmente um súdito seu - governava Dobruja. Entre 1341 e 1347, o Império Bizantino mergulhou numa nova e sangrenta guerra civil entre João V Paleólogo e João VI Cantacuzeno.
Mais para o fim do século, a região estava repleta de dezenas de pequenos estados constantemente em guerra entre si, sem nenhuma força poderosa o suficiente para manter um grande exército. Além dos países majoritariamente ortodoxos, como a Bulgária, o Império Bizantino e a Sérvia, havia também diversos reinos católicos no sul e oeste da península, mantidos por Veneza, Gênova e pelo Reino da Hungria, além do Reino da Bósnia, cuja Igreja Bósnia (intimamente ligada aos bogomilos) era considerada herética tanto por ortodoxos quanto pelos católicos. Esta diversidade enfraqueceu ainda mais os estados locais e os mantinha em constante tensão.

## Campanhas durante o reinado de João Alexandre

Território búlgaro às vésperas da invasão otomana

Durante a guerra civil no Império Bizantino, tanto Paleólogos quanto Cantacuzenos estavam tentando encontrar aliados e utilizando mercenários estrangeiros. O imperador búlgaro apoiou João V Paleólogo, cuja principal fortaleza era a própria capital bizantina, Constantinopla. João Cantacuzeno, por outro lado, contratava regularmente mercenários turcos da Ásia Menor, cujos bandos logo se tornariam uma visão comum na Trácia. Apesar de aliados dos bizantinos, não havia como controlá-los totalmente e eles acabaram arruinando a região, lançando ataques regulares inclusive ao território búlgaro para saquear as vilas da região.
Em 1344, Momchil, o monarca búlgaro independente das regiões dos temas de Bolero e do Egeu, cujo exército chegou a 2 000 homens, teve um importante papel na guerra civil bizantina. Ele primeiro apoiou Cantacuzeno, mas, a partir da primavera deste ano, renegou a aliança por causa das atrocidades cometidas pelos mercenários otomanos. Em junho, ele derrotou uma frota otomana perto da baía de Portogalos. Durante a noite, ele enviou navios incendiários e conseguiu queimar os navios inimigos ancorados. Logo em seguida, ele derrotou o exército de Cantacuzeno em Mosinópolis.
Momchil foi um dos primeiros monarcas locais a perceber a ameaça otomana e ele implorou os imperadores bizantino e búlgaro por ajuda, mas não recebeu nenhuma. Mesmo assim, ele continuou a resistência na região oriental dos Ródope. Em maio de 1345, os turcos liderados por Umur Begue marcharam da Ásia Menor para os Bálcãs e devastaram completamente o território búlgaro, capturando uma grande quantidade de gado e de prisioneiros. Logo depois, em 7 de julho de 1345, as forças búlgaras foram derrotadas na Batalha de Peritor, perto da capital de Momchil, Xanti, por uma força muito superior otomana liderada por Umur Begue e Momchil foi morto.
Durante as guerras civis no Império Bizantino, João Alexandre havia conseguido recuperar o controle de diversas cidades na Trácia e nos Ródope, mas as suas frequentes tentativas de interferir nos assunto internos dos bizantinos impediram qualquer aproximação entre as duas potências que, apesar disso, conseguiram se manter em paz a partir de 1332. Vinte anos depois, um novo exército turco invadiu a Bulgária, devastou a região sul e retornou com uma enorme quantidade de espólios. Aitos, Yambol e Plovdiv sofreram o pior do ataque. No mesmo ano, os otomanos capturaram sua primeira fortaleza nos Bálcãs, Tsimpe, na península de Galípoli, e se firmaram no continente europeu. Entre 1352 e 1354, eles arrasaram a região à volta de Yambol e Plovdiv e também as regiões do baixo Maritsa e Tundzha.
Em 1355, os otomanos lançaram uma campanha contra Sófia e tiveram que enfrentar o exército búlgaro liderado pelo filho mais velho e herdeiro de João Alexandre, Miguel Asen, nas proximidades da cidade, provavelmente perto de Ihtiman. Na batalha que se seguiu, os turcos foram vitoriosos, apesar das pesadas perdas de ambos os lados. Miguel Asen foi morto, mas conseguiu impedir que os turcos alcançassem Sófia.

### A aliança jamais realizada

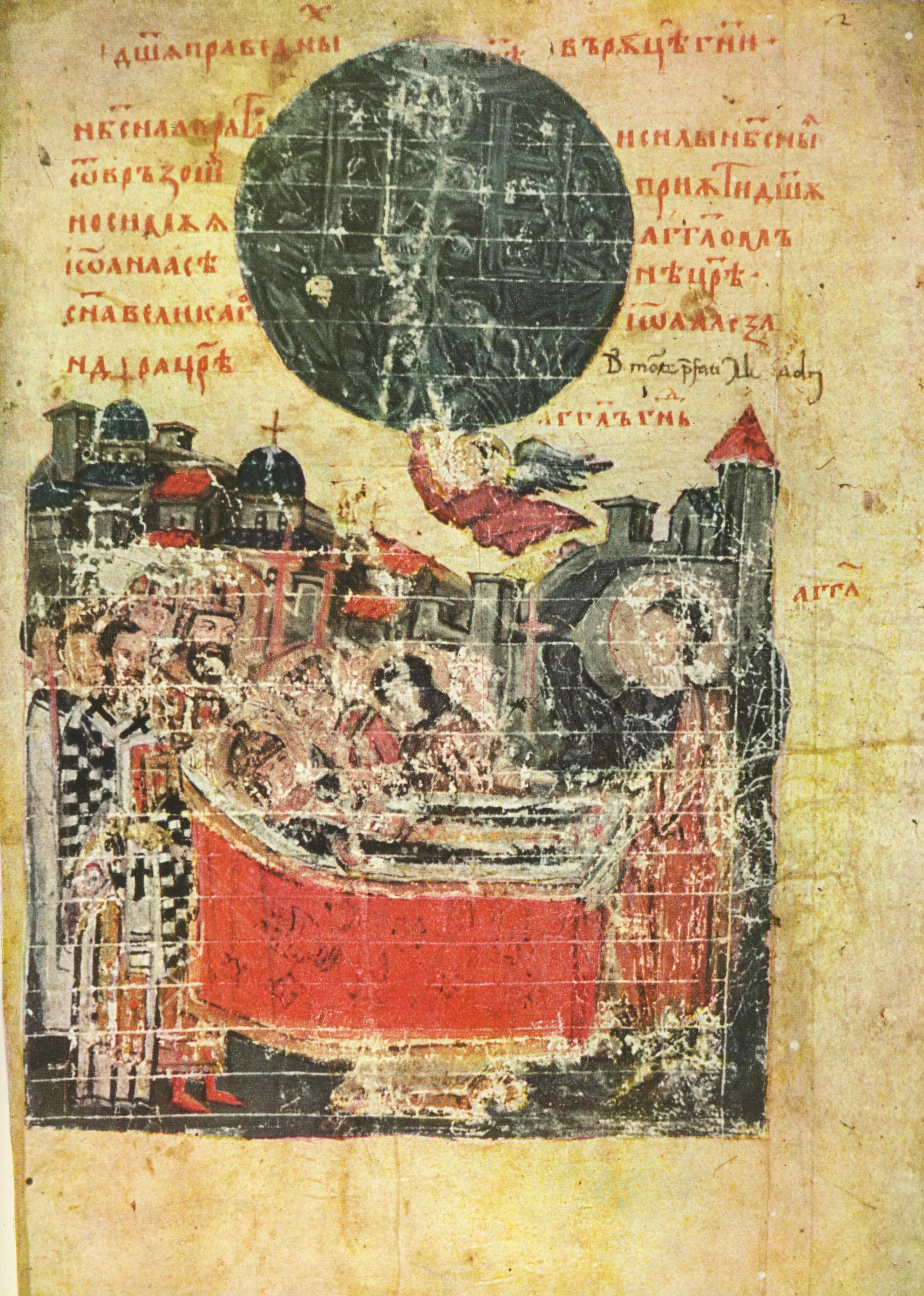
Morte de João Alexandre da Bulgária.
Iluminura na Crônica de Constantino Manasses

A derrota provocou muita incerteza não apenas em Tarnovo mas também em Constantinopla e João Cantacuzeno foi forçado a abdicar. Assim, um dos grandes responsáveis pela invasão otomana saiu de cena e, tendo que enfrentar a mesma ameaça, búlgaros e bizantinos tentaram uma aliança. Em 1355, a filha do imperador búlgaro, Ceratza, casou-se com o filho do novo imperador João V Paleólogo, o jovem Andrônico. A nova aliança representava uma séria ameaça para os invasores turcos, mas, apesar da enorme esperança depositada sobre ela, nada aconteceu.
Na época, os dois países eram novamente os mais poderosos nos Bálcãs e as únicas forças capazes de impedir a invasão otomana impondo-lhes uma resistência mais séria. Depois da morte de Estêvão Uresis IV em 20 de dezembro de 1355, o Império da Sérvia perdeu sua influência política e o país, apesar de grande, se dividiu em muitos estados menores por causa de sua diversidade étnica. Entre 1354 e 1364, os turcos conquistaram toda a Trácia e diversos castelos e cidades importantes passaram para o domínio otomano, incluindo Plovdiv e Stara Zagora. A partir do final da década de 1350, algumas forças otomanas conseguiram chegar até a capital e o imperador resolveu restaurar as decrépitas muralhas da cidade. Sabe-se pelo relato do cronista otomano Seadedim e de outras fontes que o avanço otomano entre 1359 e 1364 envolveu uma enorme destruição e a completa evacuação de toda a população de algumas áreas. Muitas cidades foram devastadas enquanto outras, como Venets e Sortigrad, desapareceram para sempre. A população ou foi massacrada em massa ou deportada para a Ásia Menor.
Não apenas se demonstrou a completa falta de coordenação entre os dois impérios, mas eles também discutiram por causa dos portos na costa do Mar Negro de Naísso e Anquíalo, que os búlgaros conseguiram defender com sucesso em 1364. Esta guerra nada acrescentou aos dois, mas conseguiu arruinar completamente a relação entre eles

### Anos finais de João Alexandre
Além da ameaça pelo sul, a Bulgária enfrentava ainda outros problemas: em 1365, o rei da Hungria Luís I invadiu o noroeste da Bulgária, tomando a fortaleza de Vidin e capturando o filho mais velho sobrevivente do imperador, João Esracimir. Numa tentativa fútil de reconquistar Vidin, João Alexandre também contratou mercenários otomanos. Porém, no verão de 1369, o imperador búlgaro conseguiu reconquistar Vidin com a ajuda do voivoda valáquio Vladislau I, na sua última vitória - em 17 de fevereiro de 1371, João Alexandre morreu.
Depois da morte do imperador, as terras búlgaras foram divididas em diversos estados independentes. A maior parte da região central, à volta de Tarnovo, foi governada pelo seu terceiro filho, João Sismanes; em Vidin, governava seu filho mais velho, João Esracimir; o déspota Dobrotitsa governava o Principado de Carvuna; finalmente, a Macedônia foi dividida entre diversos estados feudais governados por nobres sérvios.

## A batalha de Quernomeno e suas consequências
Em 1371, dois senhores feudais da Macedônia organizaram uma campanha contra os turcos. O rei sérvio de Prilepo, Blucasino Demétrio, e o déspota de Serres, joão Ugleses, que eram irmãos, juntaram um grande exército cristão para expulsar os invasores muçulmanos. Ugleses, cujas terras faziam fronteira com a dos otomanos a leste, logo percebeu que que se os otomanos não fosse impedidos, logo eles conquistariam toda a região e, para isso, convocou sérvios e búlgaros, mas ambos estavam enfraquecidos demais para ajudar. O exército dos dois irmãos, que eram sérvios governando uma população mista de gregos, búlgaros e sérvios, marchou para o leste com 70 000 soldados (outras fontes falam em 20 000). Quando ele alcançou a cidade de Quernomeno, no baixo Maritsa, seu acampamento foi atacado de surpresa na noite de 26 de setembro por uma força turca consideravelmente menor liderada por Lala Shain Paxá e os cristãos foram completamente aniquilados. Blucasino Demétrio e Ugleses morreram juntamente com a maior parte do exército aliado.
Imediatamente depois, os exércitos de Murade I rumaram para a Bulgária e forçaram o jovem imperador João Sismanes a recuar para o norte da cordilheira dos Bálcãs, arrasando o norte da Trácia. Muitos castelos caíram depois de enfrentarem longos cercos. A cidade de Diampol lutou por meses contra as hordas de Timurtas, mas teve que se render depois que os suprimentos acabaram. Durante os combates na face sul da cordilheira, um dos principais generais de João Sismanes, Shishkin, foi morto. Logo os otomanos conseguiram tomar o Ródope, Kostenets, Ihtiman e Samokov, cada vez mais se aproximando do vale de Sófia. Depois de um sangrento cerco, eles capturaram Bitola, na região sudoeste da Bulgária. Em 1373, João Sismanes foi forçado a negociar e assinou um tratado humilhante para os búlgaros: ele teve que se tornar um vassalo otomano e sua irmã, Kera Tamara, foi entregue como esposa a Murade. Como compensação, os otomanos devolveram algumas áreas conquistadas, incluindo Ihtiman e Samokov.
Entre 1371 e 1373, os otomanos se consolidaram como uma das forças mais poderosas da região e todos os monarcas balcânicos tiveram que lidar com a situação de uma forma ou de outra. Eles comandavam toda a Trácia e tomaram as terras de Ugleses na Macedônia ocidental. O filho de Vucacino, Marko, assim como João Sismanes, tornou-se um vassalo.

Conquistas do sultão otomano r.

Avanço turco depois da Batalha de Maritsa (Quernomeno)

### A queda dos Ródopes
Na mesma época (1371-1373), os invasores assumiram o controle dos Ródope, que eram protegidos por poderosas e bem-guarnecidas fortalezas, ganhando acesso à região norte da cordilheira dos Bálcãs.
A fortaleza de Rakovitsa (atualmente em ruínas), porém, montou uma feroz resistência. Ela foi cercada pelas forças de Daúde Paxá e a defesa foi liderada pelo voivoda Kurt. Depois de algumas tentativas de tomá-la pela força, os turcos concordaram em negociar e os búlgaros se renderam mantendo suas propriedades. Os otomanos lutaram muito para conquistar um dos principais castelos na região, Tsepina. Por nove meses, a população conseguiu repelir os ataques inimigos, mas, no fim, rendeu-se em troca de suas vidas e propriedades depois que Daúde Paxá interrompeu o fornecimento de água. Da mesma forma caiu a fortaleza de Stanimaka (Asenovgrad). Depois de um longo cerco, a fortaleza de Batkun, do lado norte dos Ródopes, caiu. Seu comandante, Jorge (Georgi), foi morto juntamente com seus homens no assalto final.

## Queda de Sófia
Enquanto João Sismanes tentava desesperadamente resistir à forte pressão otomana, seu irmão, João Esracimir não apenas não enviou reforços como tentou aproveitar-se da situação para expandir seus domínios sobre algumas regiões do Czarado de Tarnovo. Enquanto Sismanes estava ocupado com a região sul, Esracimir tomou a importante cidade de Sófia, que sempre fora disputada entre eles. Porém, já em 1373 ela já estava novamente sob o controle de Tarnovo e é possível que tenha havido alguma batalha entre os dois estados búlgaros. Dobrotitsa também nada fez pelo czar em Tarnovo. Ele tinha seus próprios problemas com a República de Gênova e estava tentando colocar seu genro no trono do Império de Trebizonda.
Depois de uma trégua temporária depois de 1373, em 1380 os otomanos reiniciaram as hostilidades. Com um grande exército, Murade seguiu para a região sudoeste do Czarado de Tarnovo com o objetivo de tomar Sófia. Depois de sangrentos combates no vale do Zlatistsa, os turcos cercaram a cidade, que era comandada pelo bano Yanuka. Ele conseguiu repelir todos os ataques das forças otomanas lideradas por Lala Shain Paxá, muito superiores. O general otomano não conseguiu manter o cerco e foi forçado a recuar para Odrin, onde teve que relatar seu fracasso ao sultão. Na sua ausência, os turcos conseguiram se infiltrar em Sófia e um búlgaro muçulmano capturou o bano Yanuke numa caçada e o enviou para Lala Shain, que estava em Plovdiv. De lá, o comandante búlgaro foi enviado de volta para Sófia e, quando os defensores viram o seu líder aprisionado, renderam-se (1382).
Os otomanos instalaram ali uma poderosa guarnição e trouxeram camponeses muçulmanos da Ásia Menor. No ano seguinte, Serres caiu. O avanço otomano não aproximou João Sismanes e João Esracimir. Entre 1384 e 1386, uma nova guerra irrompeu entre búlgaros e valáquios, que tomaram diversos assentamentos ao longo do Danúbio, mas acabaram sendo derrotados e o voivoda Dan I foi morto. João Esracimir tomou parte da guerra, mas do lado dos valáquios, o que demonstra a total falta de coordenação entre os estados búlgaros e só fez acentuar a desconfiança mútua entre os irmãos.
Depois de assegurarem a região à volta de Sófia, os otomanos continuaram sua marcha para o noroeste. O principal objetivo de Murade era romper os laços entre a Bulgária e a Sérvia, pois, apesar de João Sismanes ser seu vassalo, Murade não confiava nele e sabia que o imperador búlgaro estava só esperando o momento certo de atacar. Em 1386, os turcos tomaram Pirot e Naísso depois de duros combates.

## Campanha de 1388
O avanço dos otomanos pelo centro da península balcânica provocou grande ansiedade não apenas em João Sismanes, mas também na Sérvia e na Bósnia. O príncipe sérvio Lázaro e o rei da Bósnia Tordácato I organizaram uma coalização anti-otomana e o imperador búlgaro se juntou a eles, mas não conseguiu enviar tropas. Em 1387, as forças bósnias e sérvias derrotaram os turcos na Batalha de Plochnik.
Porém, enquanto os estados cristãos desperdiçavam a chance de se aproveitar da vitória, a reação turca foi rápida. Em 1388, um poderoso exército com 30 000 soldados comandado por Ali Paxá atravessou a cordilheira pelo leste e avançou fundo na região norte da Bulgária. Os búlgaros foram pegos completamente de surpresa e os invasores conseguiram tomar Ovech, Shumem, Madara e outras cidades da região. Por conta da surpresa, as cidades e fortalezas não tiveram tempo para organizar uma defesa apropriada, mas, logo depois do choque inicial, os búlgaros tomaram algumas precauções. Quando o exército de Ali Paxá cercou Varna, os defensores resistiram bravamente e os atacantes foram obrigados a abandonar o cerco e marcharam para o norte.
Em Tutrakan, os cidadãos permitiram que os turcos instalassem uma pequena guarnição, mas eles mataram os soldados e se preparam para o cerco. Ali Paxá imediatamente incendiou os campos nas redondezas e logo a cidade, faminta, teve que se render. Depois deste sucesso, eles avançaram para o oeste em direção de Nicópolis, uma das mais poderosas fortalezas búlgaras ao longo do Danúbio. A defesa foi liderada por João Sismanes, que estava na época na cidade. Embora os otomanos tivessem quase 30 000 homens, não conseguiram tomá-la e Ali Paxá teve que buscar reforços junto ao sultão Murad. De acordo com Seadeddin, o sultão marchou para a cidade com um enorme exército determinado a tomá-la a qualquer custo. Quando João Sismanes viu o tamanho da força inimiga, tentou uma trégua. Murade concordou e os búlgaros salvaram Nicópolis, mas foram forçados a ceder outra importante fortaleza no Danúbio, Dorostolo (Silistra). Porém, quando Ali Paxá tentou tomar posse dela, os búlgaros se recusaram a entregá-la. Murade cercou Nicópolis novamente e, desta vez, João Sismanes concordou com as condições otomanas e uma guarnição turca foi instalada em Dorostolo.
Como resultado da campanha, os turcos tomaram a maior parte Bulgária oriental, incluindo diversas importantes cidades. A autoridade de João Sismanes estava reduzida ao território a oeste da capital, Tarnovo, e a diversos castelos ao longo de Danúbio. A leste, os búlgaros mantiveram Varna e a capital do Principado de Dobruja, Kaliatra. É provável que na época, João Esracimir tenha se tornado vassalo dos otomanos.

## Queda da Bulgária
Como resultado do sucesso otomano em 1388 e das mudanças no equilíbrio de poder na região, João Esracimir teve que se tornar um vassalo dos otomanos, aceitando uma guarnição turca em Vidin. Ele permaneceu impassível enquanto os otomanos destruíram o que restava do domínio de João Sismanes - Tarnovo caiu em 1393 e o próprio Sismanes foi morto em 1395. No ano seguinte, João Esracimir se juntou a uma cruzada cristã organizada pelo rei da Hungria Sigismundo. Quando o exército aliado alcançou Vidin, o monarca búlgaro abriu-lhe os portões e entregou a guarnição turca. Os turcos da guarnição de Oryahovo tentou resistir, mas os búlgaros conseguiram capturar a fortaleza. Porém, o exército cristão sofreu uma pesada derrota em 25 de setembro na Batalha de Nicópolis e o vitorioso sultão otomano Bajazeto I imediatamente marchou para Vidin e tomou a cidade no final de 1396 ou início de 1397. João Esracimir foi capturado e aprisionado na capital otomana, Bursa, onde ele foi provavelmente estrangulado.
Alguns historiadores búlgaros propõem que o território de Vidin - ou pelo menos parte dele - pode ter permanecido sob o controle do filho de Esracimir, Constantino II, quase até a sua morte em 1422. Juntamente com seu primo Fruzhin, um filho de João Sismanes, Constantino II se aproveitou do interregno otomano para liderar uma revolta anti-otomana no noroeste da Bulgária. Constantino II também se aliou com o déspota sérvio Estêvão Lazarević e com o voivoda da Valáquia Mircea I. A revolta durou meia-década (1408-1413) e se espalhou por quase toda a Bulgária até que os rebeldes foram finalmente subjugados pelo sultão otomano Musa Çelebi